# انتونین لازاروا
انتونین لازاروا (روسی: Антонина Николаевна Лазарева؛ زادهٔ ۲۷ مارس ۱۹۴۱) ورزشکار دو و میدانی اهل روسیه است.